# Будьонновськ (авіабаза)
Будьонновськ (рос. Будённовск) — військовий аеродром в Ставропольському краї, розташований на північний захід від міста Будьонновська. На аеродромі дислокується 487-й окремий вертолітний полк, оснащений гелікоптерами Мі-8АМТШ, Мі-24, Мі-28Н, Мі-35М.

## Історія
В серпні 2008 полк брав участь у вторгненні в Грузію
В 2009 487-й окремий вертолітний полк бойового управління та 368-й штурмовий авіаполк 1-ї гвардійської змішаної авіаційної дивізії були переформовані у 6971-шу авіабазу. На озброєнні авіабази перебували штурмовики Су-25СМ3, вертольоти Мі-28Н, Мі-35М.

### 487-й окремий вертолітний полк бойового управління
Авіаполк був створений в 1989 в місті Пренцлау на аеродромі Темплін в групі радянських військ у Німеччині в складі 16-ї Повітряної армії. З 1993 базується на аеродромі Будьонновськ.
В 2009—2014 полк переформовувався кілька разів в авіабази (6971-шу, потім 387-у) і зрештою був відновлений під попереднім іменем в складі 4-ї армії ВПС і ППО.
У 2022 один з вертольотів Мі-8АТМШ полку був знищений на острові Зміїний.

## Катастрофи та інциденти
- 29 лютого 2016 в районі аеродрому Будьонновськ при виконанні планового навчально-тренувального польоту розбився літак Су-25. Пілот загинув[7][8].